# Luxor (Paramaribo)
Cinema Luxor was een bioscoop aan de Zwartenhovenbrugstraat, bij het De Sivaplein in Paramaribo, Suriname. Het bestond tussen 1937 en 2002 en was eigendom van de gebroeders Karamat Ali (Jozef, Rahmat, Asgar, Izak, Amin en Hanif). Het honderd jaar oude gebouw werd uiteindelijk gesloopt omdat het te vervallen was.

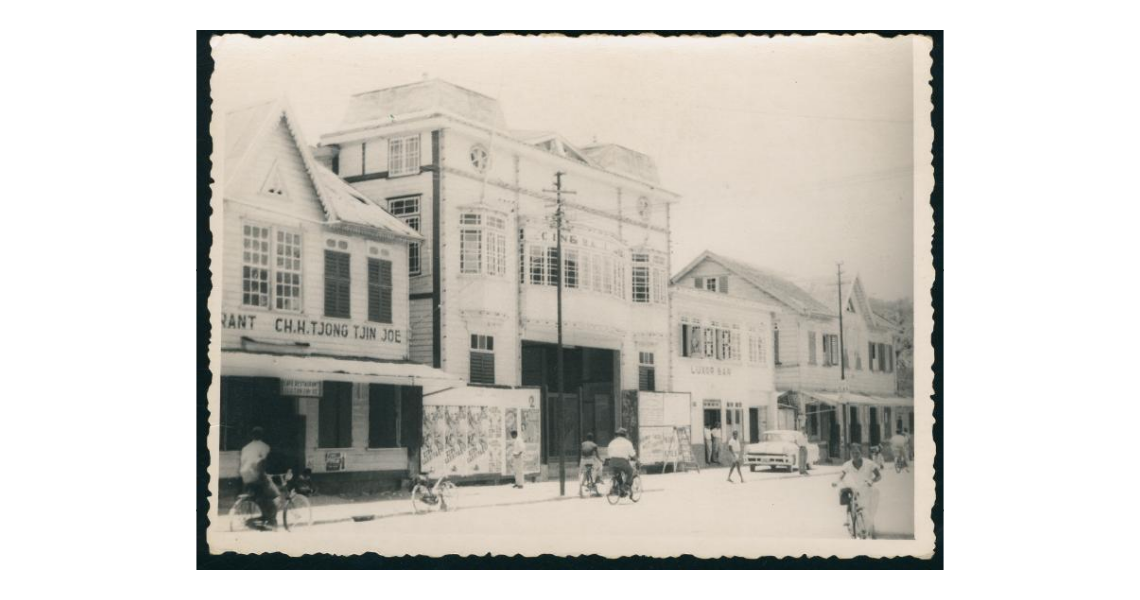
Cinema Luxor, ca. 1950